# Saint Helena Airport
Luchthaven Sint-Helena (Engels: Saint Helena Airport) (IATA: HLE, ICAO: FHSH) is een vliegveld op Sint-Helena, geopend in 2016.

## Geschiedenis
De eerste ideeën voor een vliegveld op Sint-Helena, een eilandje in het zuidelijk deel van de Atlantische Oceaan, kwamen al in 1943, alleen na onderzoek kwam men tot de conclusie dat het niet haalbaar was.
Na een lange tijd werd in 2005 bekendgemaakt dat er een vliegveld kwam. Het vliegveld moest in 2010 klaar zijn. De Britse regering zorgde voor vertragingen waarna het project stil werd gelegd. 
In 2009 reisde de regering naar London af om het project voorspoediger te laten lopen. Op 3 november 2011 werd een contract getekend.
Op 15 september 2015 landde het eerste vliegtuig, een Beechcraft King Air 200 voor calibratietesten. Op 18 april 2016 landde de eerste commerciële dienst, een Boeing 737-800 van Comair (Zuid-Afrika). 

## Vliegtuigen
Doordat de landingsbaan maar 1950 meter lang is, kunnen er alleen single-aisle vliegtuigen op landen. Enkele voorbeelden zijn de Boeing 737 en de Airbus A320. Het grootste toestel dat de mogelijkheid heeft om te landen is de Boeing 757.